# زعتر ثوري
الزعتر الثوري (باللاتينية: Thymus bovei) نوع نباتي ينتمي إلى جنس الزعتر من الفصيلة الشفوية.[إخفاق التحقق]

## الموئل والانتشار
موطنه بلاد الشام وسيناء ومصر.

## مرادفات للاسم العلمي
- (باللاتينية: Origanum bovei (Benth.) Kuntze)